# 卡迪伊夫卡 (赫梅利尼茨基区)
卡迪伊夫卡（烏克蘭語：Кадиївка），是烏克蘭西部赫梅利尼茨基州赫梅利尼茨基區亚尔莫林齐市镇内的村落。始建於1692年，面積1.49平方公里，海拔高度321米，2024年人口401，人口密度每平方公里375.9人。